# كارل دوين
كارل دوين (بالإنجليزية: Carl Duane)‏ (25 يونيو 1902 بنيويورك في الولايات المتحدة - 23 يونيو 1984) هو ملاكم أمريكي، صنّف ضمن فئة وزن البانتام السوبر ‏.

## إحصائيات
خاض خلال مسيرته 65 نزالا، فاز في 43 وتعادل في 6 وخسر في 16. فاز بالضربة القاضية في 13 نزالا.

## روابط خارجية
- كارل دوين على موقع بوكس ريك (الإنجليزية) (registration required)